# Tour de Suisse 1987
Die 51. Tour de Suisse fand vom 16. bis 25. Juni 1987 statt. Sie wurde in zehn Etappen und einem Prolog über eine Distanz von 1699 Kilometern ausgetragen.
Gesamtsieger wurde der US-Amerikaner Andrew Hampsten. Die Rundfahrt startete in Affoltern am Albis mit 132 Fahrern, von denen 90 Fahrer am letzten Tag in Zürich ins Ziel kamen.
In der vorletzten Etappe von Scuol nach Laax holte Peter Winnen in der Schlusssteigung sieben Sekunden Vorsprung auf Andrew Hampsten heraus, was den Niederländer in der Gesamtwertung bis auf eine Sekunde an den Gesamtersten heranbrachte. Am Ende ging der Gesamtsieg mit einer Sekunde an Hampsten. Dies war die zweitknappste Entscheidung der Tour de Suisse nach 1941.

## Etappen
| Etappe     | Tag      | Start – Ziel        | km    | Etappensieger        | Gesamtwertung    |
| ---------- | -------- | ------------------- | ----- | -------------------- | ---------------- |
| Prolog     | 16. Juni | Affoltern (EZF)     | 8,5   | Werner Stutz         | Werner Stutz     |
| 1. Etappe  | 16. Juni | Affoltern – Ruggell | 170   | Adriano Baffi        | Allan Peiper     |
| 2. Etappe  | 17. Juni | Ruggell – Leibstadt | 178,5 | Steven Rooks         | Acacio da Silva  |
| 3. Etappe  | 18. Juni | Leibstadt – Basel   | 141,5 | Johan van der Velde  | Acacio da Silva  |
| 4. Etappe  | 19. Juni | Basel (EZF)         | 25    | Dietrich Thurau      | Allan Peiper     |
| 5. Etappe  | 20. Juni | Basel – Brügg       | 129,5 | Teun van Vliet       | Guido Winterberg |
| 6. Etappe  | 21. Juni | Brügg – Täsch       | 265,5 | Marco Giovannetti    | Guido Winterberg |
| 7. Etappe  | 22. Juni | Täsch – Cademario   | 211,5 | Peter Winnen         | Erich Mächler    |
| 8. Etappe  | 23. Juni | Cademario – Scuol   | 253,5 | Roy Knickman         | Dietrich Thurau  |
| 9. Etappe  | 24. Juni | Scuol – Laax        | 145,5 | Alessandro Paganessi | Andrew Hampsten  |
| 10. Etappe | 25. Juni | Laax – Zürich       | 170   | Urs Freuler          | Andrew Hampsten  |